# I Croods 2 - Una nuova era
I Croods 2 - Una nuova era (The Croods: A New Age) è un film d'animazione del 2020 diretto da Joel Crawford.
La pellicola è il sequel del film del 2013 I Croods.

## Trama
La famiglia Croods, dopo essere sopravvissuta agli eventi precedenti, si ritrova nuovamente a dover combattere quotidianamente per la propria sopravvivenza, ma questa volta il rapporto tra Hip e Guy diventa sempre più sdolcinato ed infastidisce Grug. Una notte infatti il capofamiglia scopre che Guy ha proposto ad Hip di andare a vivere da soli insieme; mentre elabora la cosa, Grug scopre un muro al di là del quale si trova una terra rigogliosa ed idilliaca che intende utilizzare come scusa per tenere unita la famiglia. Dopo un'abbuffata i Croods cadono in una trappola costruita da due umani, i Superior. La nuova famiglia formata dal padre Filo, la madre Speranza e la figlia Aurora conosceva la famiglia di Guy ed è felice di rivederlo vivo; i genitori inoltre intendono fargli fare coppia con la loro figlia.
Aurora però non è interessata tanto a Guy quanto ad Hip, la prima coetanea che vede in vita sua, che, dopo aver scoperto che la giovane Superior non possiede cicatrici perché non è mai uscita dal giardino, le fa scavalcare il muro e la porta in esplorazione fuori, procurandole una puntura d'ape. Intanto i Croods iniziano ad abituarsi alla vita "civilizzata" dei Superior, che hanno modificato il territorio creando abitazioni, coltivazioni e varie invenzioni: Tonco inizia a fissare ininterrottamente una finestra come fosse un televisore e lo stesso Guy cambia totalmente aspetto, iniziando a disprezzare la vita precedente. Le due coppie di genitori entrano però in conflitto per diversi motivi, ma Filo e Grug concordano sul fatto che i Croods debbano lasciare Guy con i Superior ed abbandonare il giardino.
Durante la cena scoppia una lite che si conclude con la separazione di Hip e Guy e la scoperta da parte di Filo che Grug ha mangiato tutte le banane del giardino, l'unica cosa che proteggeva i Superior da una colonia di Scimpugnoni, che rapiscono Filo, Grug e Guy, lasciando alle donne e a Tonco il compito di salvarli. Mentre gli uomini scoprono una società relativamente civile composta da varie specie di Scimpugnoni che si trova nel caos a causa di Filo, che ha prosciugato la riserva di acqua e ha fatto appassire le loro banane, le donne dopo un iniziale confusione trovano un'intesa e addomesticano dei Lupiragno con cui andare a salvare gli altri. Intanto i maschi stanno per essere sacrificati ad un'enorme e mostruosa scimmia che ogni luna piena pretende dagli Scimpugnoni delle banane, ma vengono salvati e riescono a sconfiggere il mostro. Tra Grug e Filo nasce una profonda amicizia, così come tra Hugga e Speranza, e con grande dispiacere di Grug Hip e Guy si separano dalle famiglie andando a vivere da soli... in una casa sull'albero accanto alla loro.

## Produzione
Il film ha avuto una produzione lunga e problematica: inizialmente il sequel de I Croods (2013) doveva esser distribuito due anni dopo il primo capitolo, ma la produzione venne continuamente rinviata, fino alla cancellazione del progetto annunciata nel novembre 2016. Infine, grazie all'acquisizione di DreamWorks Animation da parte della Universal Pictures, il progetto è stato riavviato.

## Promozione
Il primo trailer del film è stato diffuso il 21 settembre 2020.

## Distribuzione
Il film, inizialmente fissato per il 23 dicembre 2020, è stato distribuito nelle sale cinematografiche statunitensi a partire dal 25 novembre 2020 ed in Italia dal 14 luglio 2021.

## Accoglienza

### Incassi
Nel primo fine settimana di programmazione nelle sale statunitensi, il film si posiziona al primo posto del botteghino con un incasso di 17 milioni di dollari.
Il film ha incassato in totale 215 milioni di dollari.

### Critica
Sull'aggregatore Rotten Tomatoes il film riceve il 67% delle recensioni professionali positive su 155 critiche, con un voto medio di 6,4 su 10.

## Riconoscimenti
- 2021 - Golden Globe[7]
  - Candidatura per il miglior film d'animazione
- 2021 - Annie Award[8]
  - Candidatura per il miglior film
  - Candidatura per i migliori effetti speciali
  - Candidatura per il miglior personaggio (per Rani Naamani)
  - Candidatura per il miglior design di un personaggio (per Joe Pitt)
  - Candidatura per il miglior storyboarding
  - Candidatura per il miglior doppiatore a Nicolas Cage
- 2021 - Art Directors Guild[9]
  - Candidatura per la migliore scenografia in un film d'animazione a Nate Wragg
- 2021 - Cinema Audio Society Awards[10]
  - Candidatura per il miglior missaggio sonoro in un film d'animazione
- 2021 - Nickelodeon Kids' Choice Awards[11]
  - Candidatura per il film d'animazione preferito dal pubblico
  - Candidatura per la miglior voce in un film d'animazione a Ryan Reynolds
  - Candidatura per la miglior voce in un film d'animazione a Emma Stone
- 2021 - Producers Guild of America Awards[12]
  - Candidatura per il miglior film d'animazione
- 2021 - VES Awards[13]
  - Candidatura per i migliori effetti visivi in un film d'animazione a Joel Crawford, Mark Swift, Betsy Nofsinger e Jakob Hjort Jensen
- 2021 - Washington D.C. Area Film Critics Association[14]
  - Candidatura per il miglior film d'animazione